# Luri (Korsika)
Luri ist eine Gemeinde auf dem Cap Corse auf der französischen Insel Korsika. Sie gehört zur Region Korsika, zum Département Haute-Corse, zum Arrondissement Corte und zum Kanton Cap Corse.

## Geografie
Luri grenzt im Osten an das Tyrrhenische Meer. Nachbargemeinden sind Meria im Norden, Pino im Westen, Barrettali im Südwesten und Cagnano im Süden. Das Siedlungsgebiet liegt durchschnittlich auf 600 Metern über dem Meeresspiegel und besteht aus dem Vallée de Luri mit den Dörfern Santa Severa, Tufo, Campu, Renola, Piazza, Poggio, Castiglione und Castello, Luri Suprano mit den Dörfern Liccetu, Fieno, Spergane, Piana und Alzetu.

## Bevölkerungsentwicklung
| Jahr      | 1962 | 1968 | 1975 | 1982 | 1990 | 1999 | 2008 | 2014 |
| --------- | ---- | ---- | ---- | ---- | ---- | ---- | ---- | ---- |
| Einwohner | 622  | 615  | 540  | 564  | 671  | 750  | 694  | 845  |

## Sehenswürdigkeiten
- Château de Motti aus dem 11. Jahrhundert
- Château de Poggi Luri aus dem 13. Jahrhundert

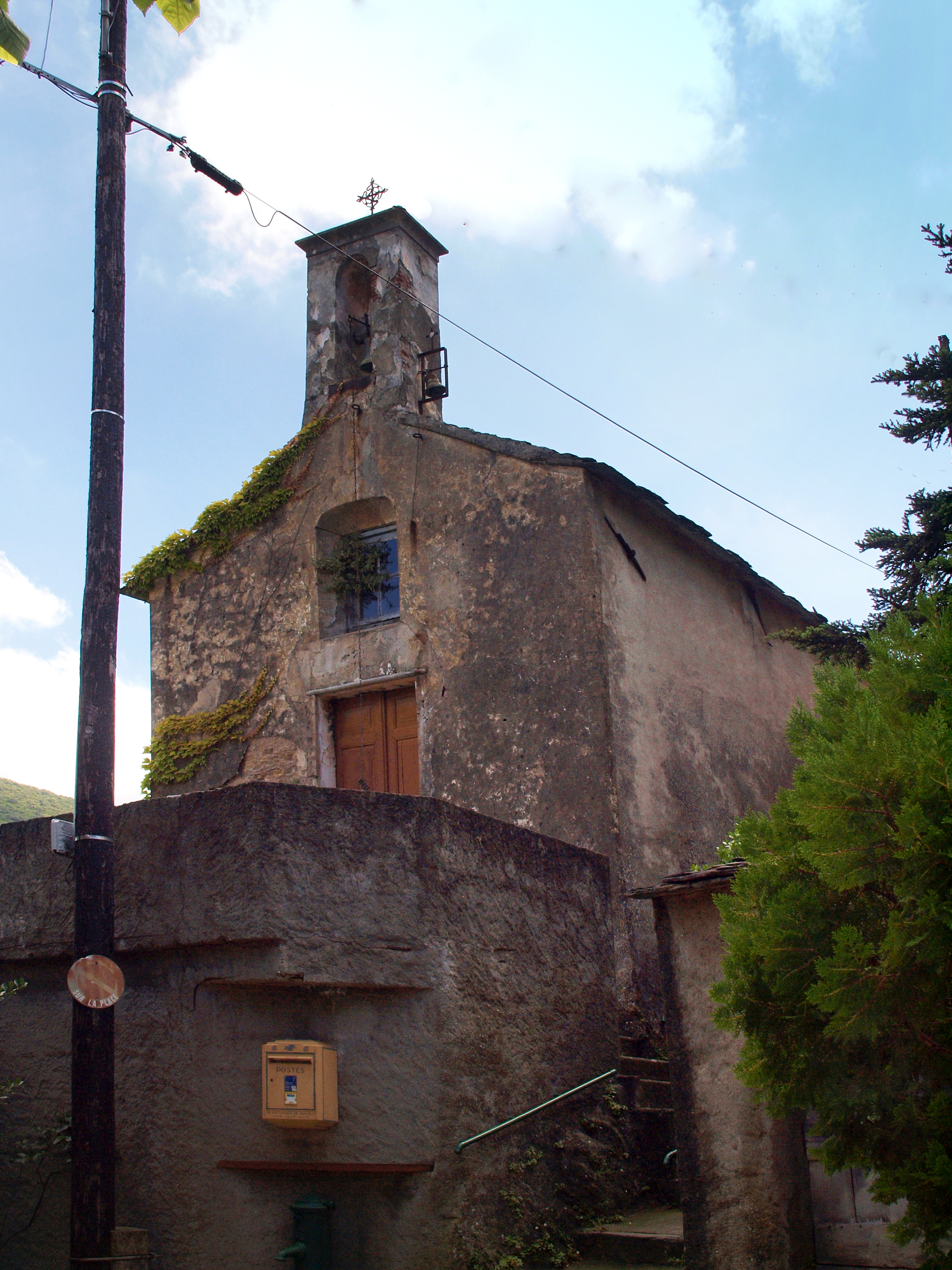
Kapelle Sant’Antone
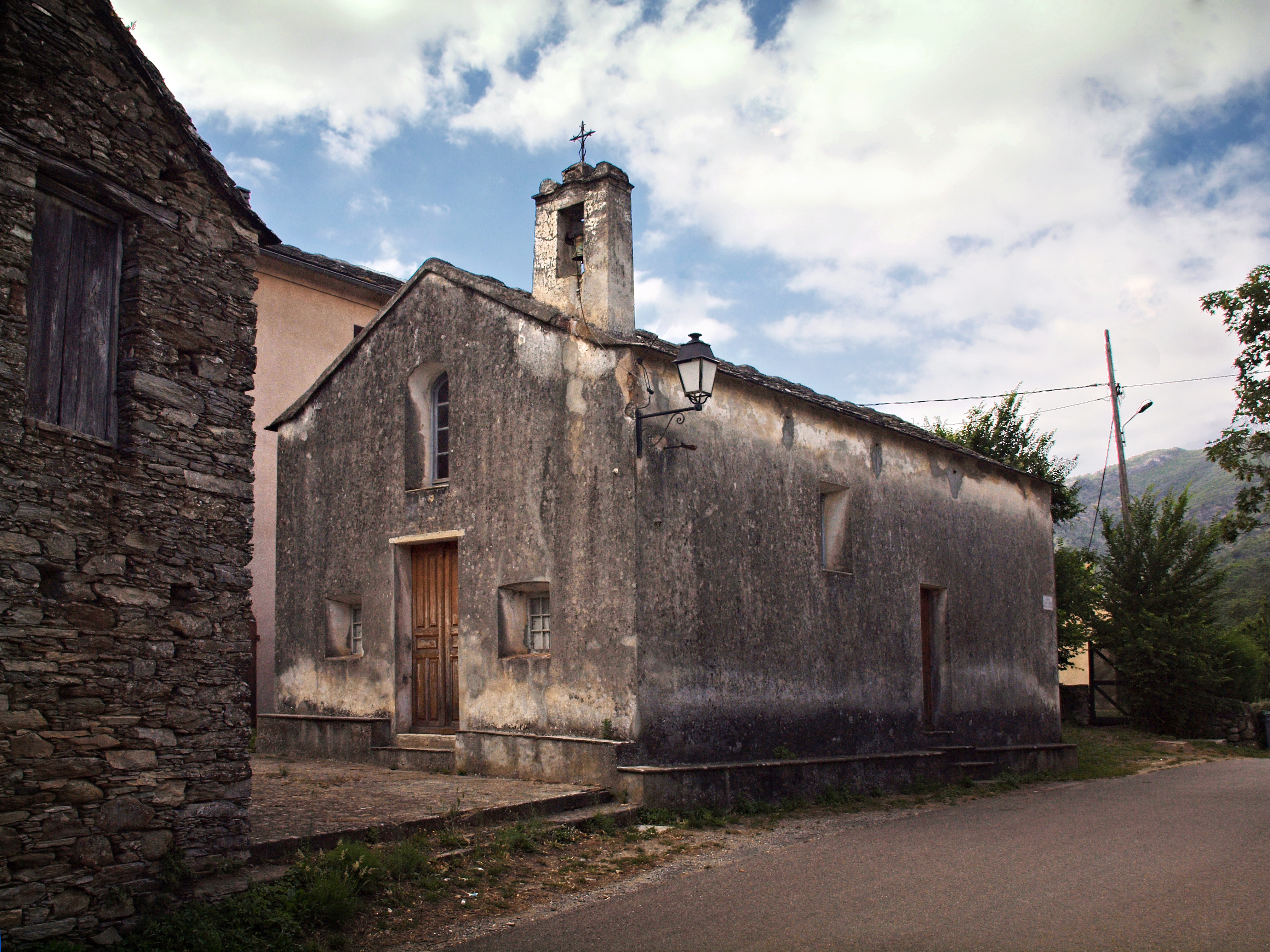
Kapelle San Roccu
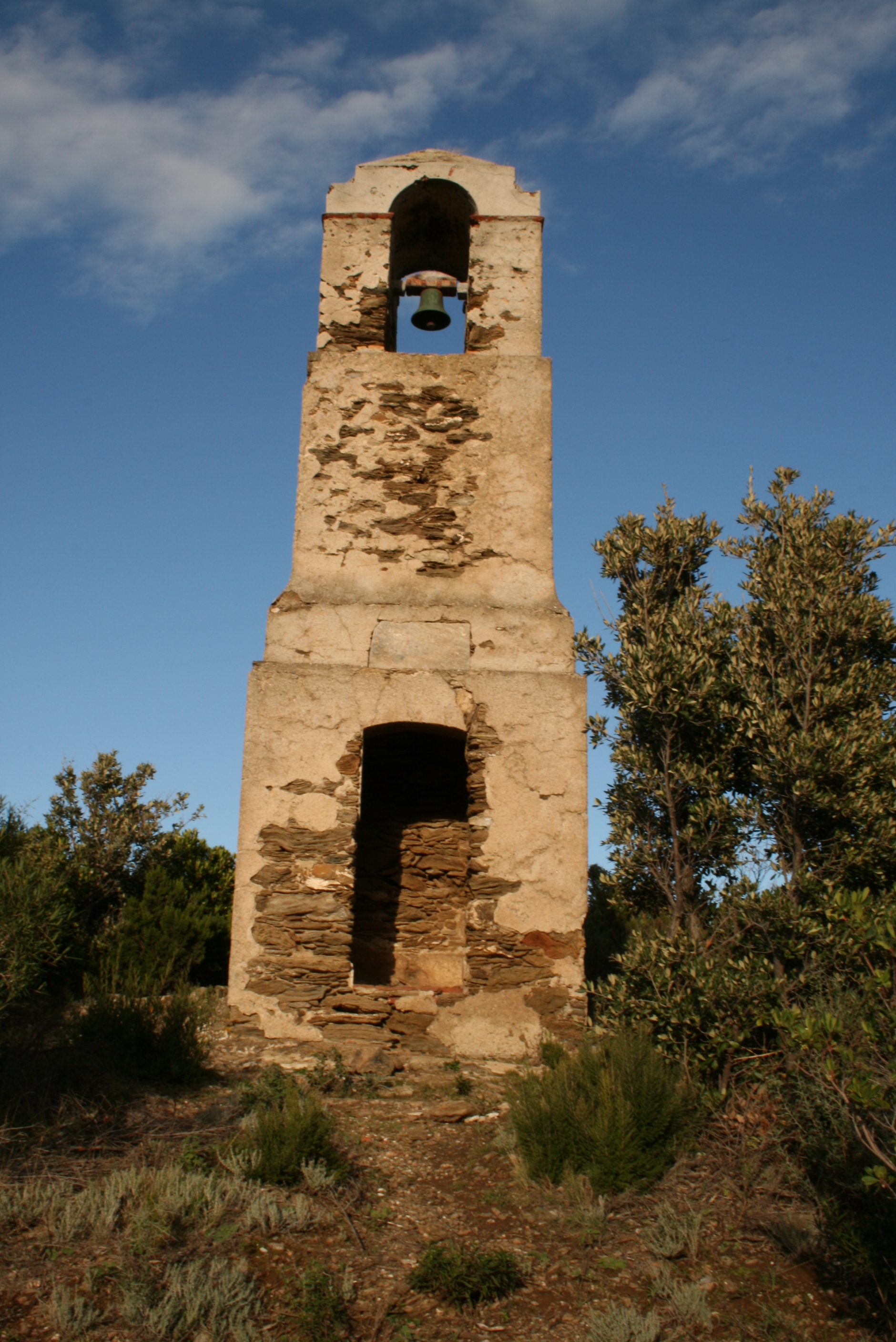
Glockenturm San Salvado
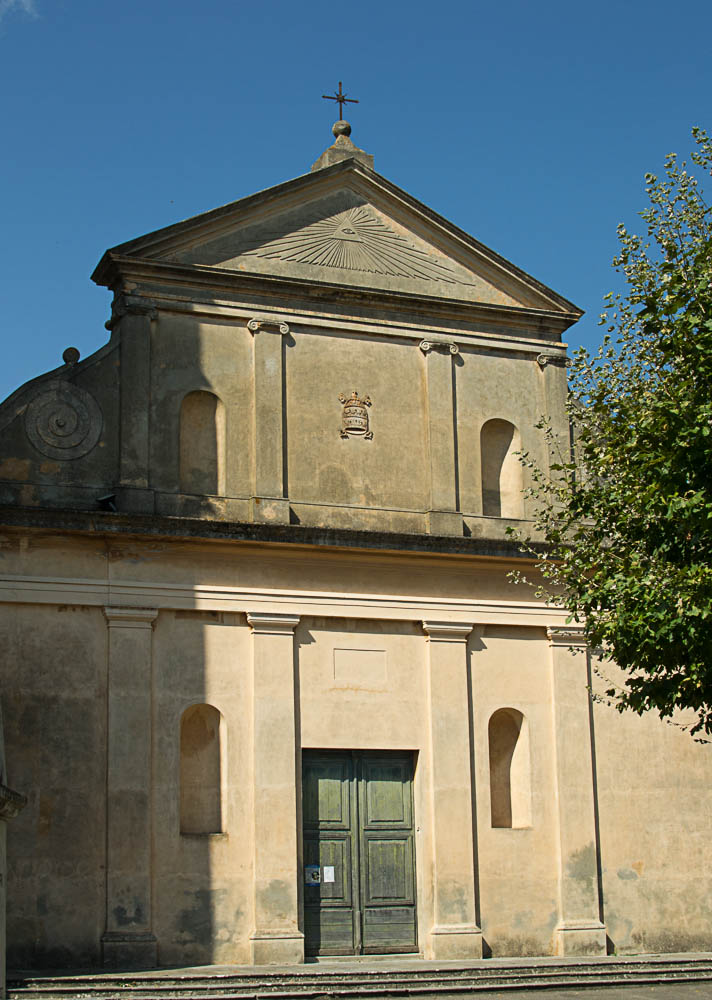
Kirche Saint-Pierre
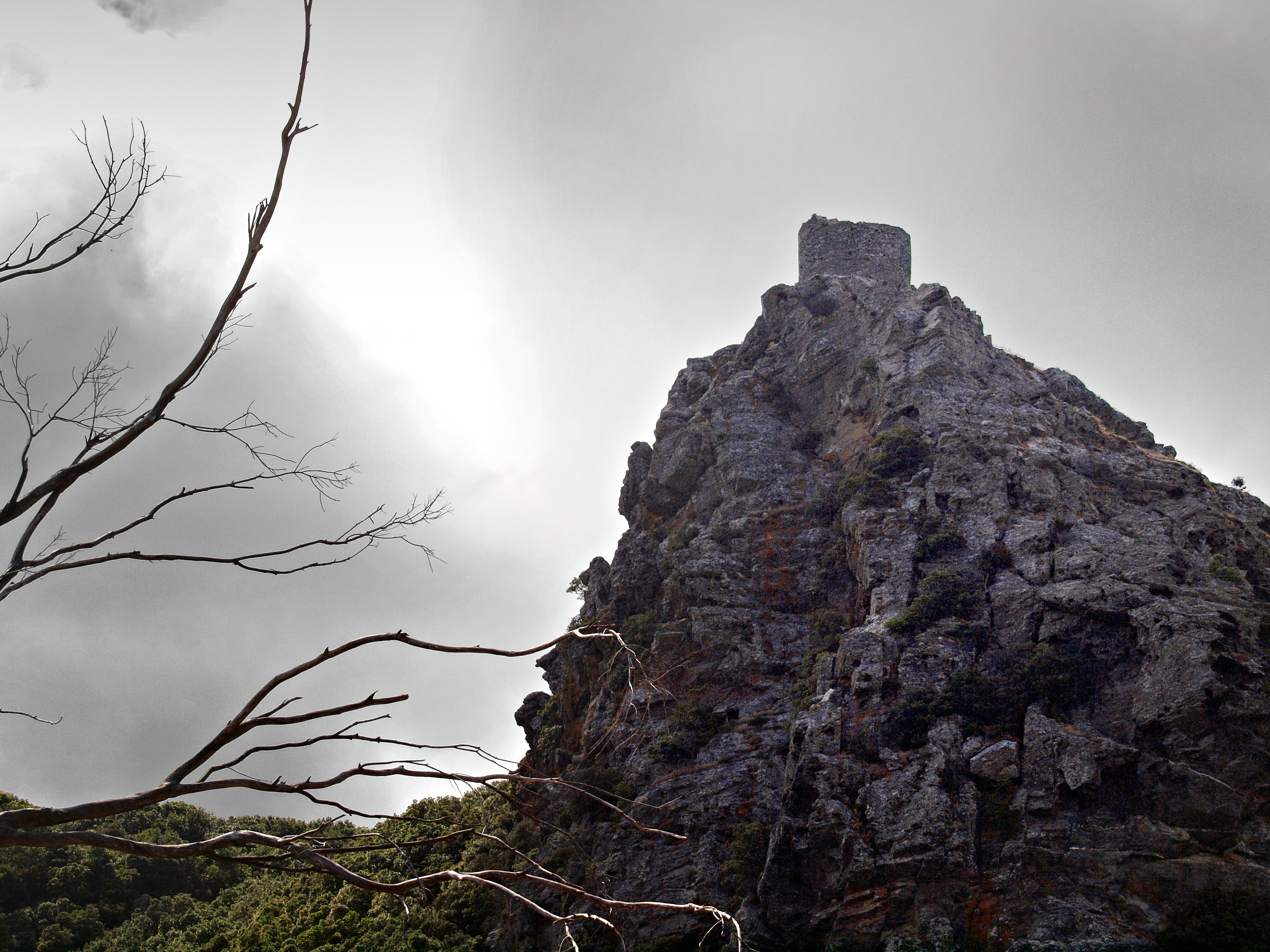
Tour de Sénèque
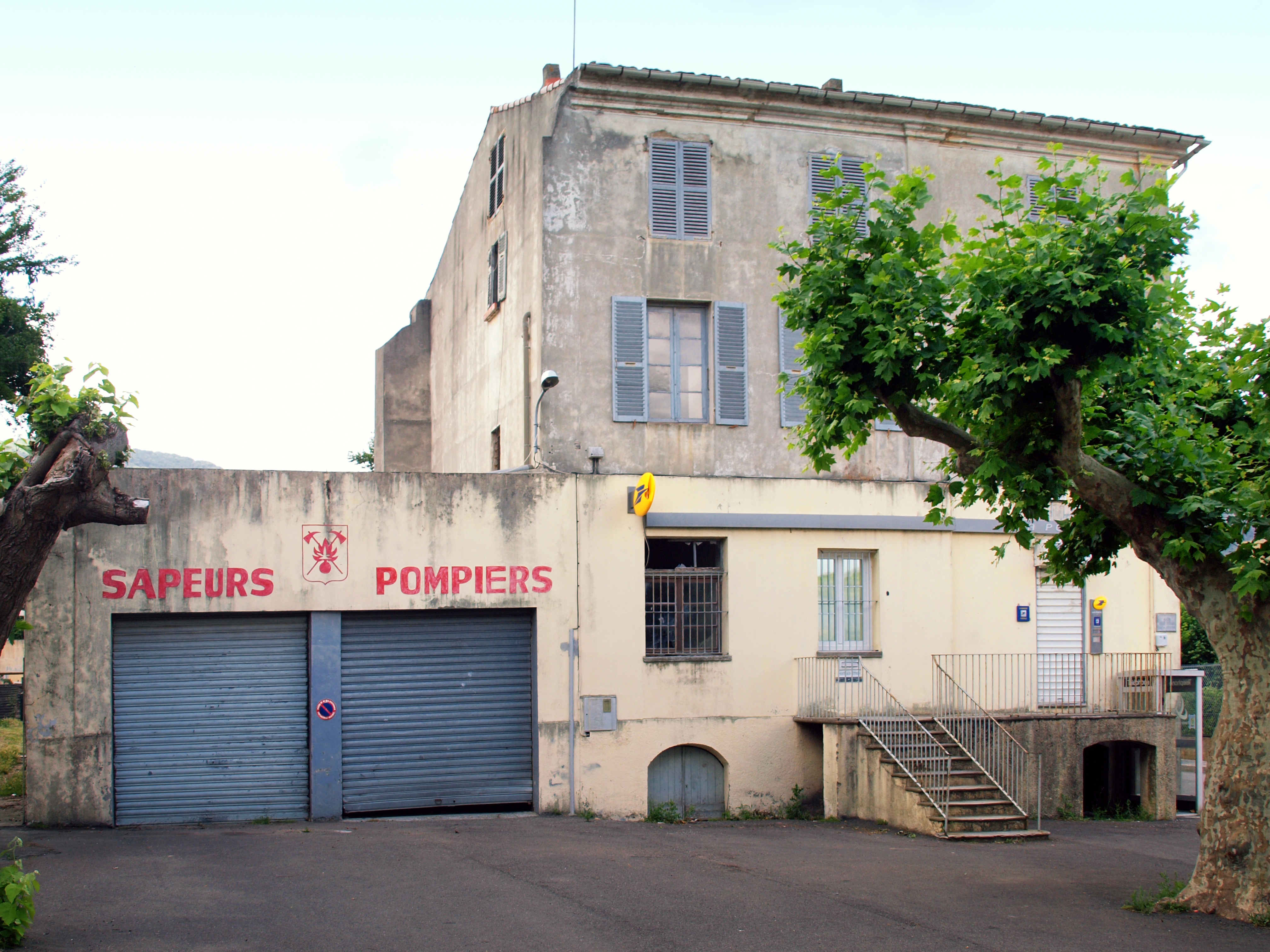
Ehemalige Kaserne, heute Poststelle